# The Homecoming (peça)
The Homecoming é uma peça de teatro em dois atos britânica de 1965 escrita pelo ator, poeta e dramaturgo Harold Pinter. Apresentado pela primeira vez no Teatro Aldwych, em Londres, em 3 de junho de 1965, segue a história de cinco homens de uma família, ao lado da esposa do patriarca.
Suas estreias em Londres (1965) e Nova York (1967) foram dirigidas por Sir Peter Hall. A produção original da Broadway ganhou o Tony Award de Melhor Peça em 1967. Sua produção de 40º aniversário na Broadway, no Teatro Cort, foi indicada ao Tony Award de "Melhor Revival de Peça" em 2008.
A peça se passa no norte de Londres e possui seis personagens. Cinco deles são homens relacionados entre si: Max, um açougueiro aposentado; seu irmão Sam, um motorista; e os três filhos de Max: Teddy, um professor de filosofia nos Estados Unidos; Lenny, um cafetão que faz referências discretas à sua "ocupação" e à sua clientela e flats na cidade de Londres; e Joey, um bruto que treina para se tornar um boxeador profissional e trabalha na demolição.
Há uma mulher, Ruth, esposa de Teddy. A peça trata do "regresso ao lar" de Teddy e Ruth, com implicações simbólicas e temáticas distintas. Nas produções originais e no filme de mesmo nome, a primeira esposa de Pinter, Vivien Merchant, interpretou Ruth.

## Personagens
Max, "um homem de setenta anos" – O patriarca da família.
Lenny, "um homem em seus trinta anos" – Filho de Max, aparentemente um cafetão.
Sam, "um homem de sessenta e três anos" – Irmão de Max, motorista.
Joey, "um homem em seus vinte e poucos anos" – Filho de Max, trabalha na demolição e treina para ser um boxeador.
Teddy, "um homem em seus trinta anos" – Filho de Max, professor de filosofia na América.
Ruth, "uma mulher em seus trinta anos" – Esposa de Teddy.

## Cenário
O cenário é uma casa antiga no norte de Londres durante o verão. Todas as cenas acontecem na mesma sala grande, cheia de vários móveis. A forma de um arco quadrado, que não está mais presente, é visível. Além da sala, há um corredor e uma escada para o andar de cima e a porta da frente.

## Enredo
Depois de terem vivido nos Estados Unidos por seis anos, Teddy traz sua esposa, Ruth, para casa pela primeira vez para conhecer sua família de classe trabalhadora no norte de Londres, onde ele cresceu, e que ela acha mais familiar do que sua vida acadêmica árida na América. O casal se casou em Londres antes de se mudar para os Estados Unidos.
Muita tensão sexual ocorre enquanto Ruth provoca os irmãos e o pai de Teddy, e os homens se provocam em uma competição de superioridade, resultando na decisão de Ruth de ficar com os parentes de Teddy como "uma da família" e Teddy retornar para casa com seus três filhos nos Estados Unidos sem ela.

## Ato um
A peça começa no meio de uma luta de poder contínua entre os dois homens mais dominantes: o pai, Max, e seu filho do meio, Lenny. Max e os outros homens se desrespeitam, expressando seus "sentimentos de ressentimento", com Max feminizando seu irmão Sam, a quem ele insinua ser homossexual, enquanto, ironicamente, ele próprio afirma ter "dado à luz" a seus três filhos.
Teddy chega com sua esposa, Ruth. Ele revela que se casou com Ruth em Londres seis anos antes e que o casal se mudou para os EUA e teve três filhos antes desta visita à casa da família ("regresso ao lar") para apresentá-la. O desconforto mútuo do casal, marcado pelo desejo inquieto de Ruth de sair explorando depois que ele adormece, seguido por seu primeiro encontro sexual sugestivo com seu perigoso e um tanto misógino cunhado Lenny, começa a expor problemas no casamento. Ela toca em um nervo quando o chama de "Leonard"; ele diz a ela que ninguém, exceto sua falecida mãe, já o chamou assim.
Depois de uma conversa sexualmente carregada entre Lenny e Ruth, ela sai. Acordado por suas vozes, o patriarca Max desce. Lenny não conta a Max sobre a chegada de Teddy e Ruth à casa e se envolve em mais provocações verbais com Max. A cena termina em um blackout.
Quando as luzes se acendem, a cena mudou para a manhã seguinte. Max desce para fazer o café da manhã. Quando Teddy e Ruth aparecem e Max descobre que eles estiveram lá a noite toda sem seu conhecimento, Max fica inicialmente furioso, assumindo que Ruth é uma prostituta. Depois de ser informado de que Ruth e Teddy se casaram e que ela é sua nora, Max parece fazer algum esforço para se reconciliar com Teddy.

## Ato dois
Este ato se inicia com o ritual dos homens de acender charutos, tradicionalmente associado à imagem fálica, depois do almoço. O charuto de Teddy se apaga prematuramente, simbolismo claro.
As subsequentes pseudo-reminiscências sentimentais de Max sobre a vida familiar com sua falecida esposa, Jessie, e seus "meninos" e suas experiências como açougueiro também terminam abruptamente com um toque cínico.
Após a bênção de Max ao casamento de Teddy com Ruth, ela relaxa e, focando a atenção deles nela ("Olhem para mim"), ela revela alguns detalhes sobre sua vida anterior antes de conhecer Teddy e como ela vê a América. Depois que Max e seu irmão, Sam, saem, Teddy sugere abruptamente a Ruth que eles voltem para casa imediatamente.
Aparentemente, ele sabe sobre seu passado como "modelo fotográfica para o corpo" e sobre o qual ela relembra quando fala com Lenny sozinha depois que Teddy sobe "para fazer as malas" para a viagem de volta aos Estados Unidos. Quando ele retorna com as malas e o casaco de Ruth, ele expressa preocupação sobre o que mais Lenny pode ter feito Ruth revelar. Enquanto Teddy observa, Lenny inicia uma dança "lenta" com Ruth.
Com Teddy, Max e Joey observando, Lenny beija Ruth e depois a entrega a Joey, que afirma que "ela está disponível"; "O velho Lenny arrumou uma garota aqui". Joey começa a se envolver com Ruth no sofá, dizendo a Lenny que ela está "na minha praia". Max pergunta a Teddy se ele está "indo" tão cedo.
Ele diz a Teddy: "Olha, da próxima vez que você vier, não se esqueça de nos avisar com antecedência se você está casado ou não. Ficarei sempre feliz em conhecer a esposa." Ele diz que sabe que Teddy não havia dito a ele que estava casado porque ele estava "envergonhado" por ter "casado com uma mulher abaixo dele", pouco antes de olhar para Ruth, que está literalmente ainda "embaixo" de Joey. Max acrescenta que Teddy não precisa se "envergonhar" do status social de Ruth, assegurando a Teddy que ele é um "homem de mente aberta" e que ela é uma "garota adorável. Uma mulher bonita", além de "uma mãe também. Mãe de três filhos." Contrariando a ação simultânea, ainda mais ironicamente, Max observa que Teddy a tornou "uma mulher feliz. É algo para se orgulhar"; logo após Max afirmar ainda mais que Ruth é "uma mulher de qualidade" e "uma mulher de sentimentos", abraçados em seu abraço contínuo, Joey e Ruth literalmente "rolam do sofá para o chão".
De repente, empurrando Joey para longe e ficando em pé, Ruth parece assumir o controle, exigindo comida e bebida, e Joey e Lenny tentam satisfazer suas demandas. Após Ruth questionar se a família leu os "trabalhos críticos" de Teddy - um não sequitur aparentemente absurdo ou talvez apenas uma provocação a seu esposo acadêmico - cuja resposta, em qualquer caso, é previsível - Teddy defende seu próprio "equilíbrio intelectual" e território profissional. Ruth e Joey sobem por duas horas, mas Joey, que desce sozinho sem ela, reclama que Ruth se recusou a "ir até o fim".
Com Ruth ainda no andar de cima, Lenny e os outros relembram as aventuras sexuais de Lenny e Joey. Lenny, considerado um especialista em assuntos sexuais pela família, rotula Ruth como "provocadora", à qual Teddy responde: "Talvez ele não tenha a pegada certa". Lenny retruca que Joey "teve mais garotas do que você comeu bolos", é "irresistível" para as mulheres, "um dos poucos e raros". Lenny relata anedotas sobre a habilidade sexual de Joey com outras "garotas".
Quando Lenny pergunta a Joey: "Não me diga que você está satisfeito sem ir até o fim?", Joey responde timidamente que "às vezes" um homem pode ser "feliz" sem "ir até o fim". Lenny "o encara". Joey parece estar sugerindo que Ruth é tão boa no "jogo" que Lenny eventualmente tem a "ideia [de] levá-la comigo para Greek Street".
Max se oferece para que Ruth possa morar com a família, sugerindo que eles "devem ficar com ela" enquanto ela trabalha meio período para eles (como prostituta). Os homens discutem essa proposta em detalhes consideráveis, aparentemente brincando pela metade para irritar Teddy e meio a sério. Sam declara que a ideia toda é "boba" e "lixo". Teddy se recusa veementemente a "colocar" qualquer coisa "no bolo", como Max pede, e Lenny sugere que Teddy poderia distribuir cartões de visita e encaminhar americanos que ele conhece para Ruth quando visitarem Londres, em troca de uma "pequena porcentagem". Teddy não recusa completamente, mas também não concorda afirmativamente com a ideia. Teddy também diz, na única frase comovente da peça, "Ela envelheceria... muito rapidamente", preocupação que Max descarta, citando o novo Serviço Nacional de Saúde.
Ruth desce, "vestida". Teddy ainda está esperando com seu casaco e malas. Teddy informa a ela sobre a proposta da família, sem entrar em detalhes explícitos sobre a intenção de envolvê-la na prostituição, dizendo eufemisticamente que ela terá que "contribuir financeiramente" porque eles não estão "muito bem de vida"; depois, ele oferece a ela a escolha de ficar em Londres com a família ou voltar para a América com ele.
Ruth entende exatamente o que está sendo proposto e parece muito aberta à proposta. Ela negocia rigidamente suas demandas, incluindo um apartamento de três quartos e uma empregada como os termos de um "contrato" com Lenny, todos os quais devem ser finalizados por escrito com assinaturas e testemunhas, deixando Lenny perplexo. Ruth claramente sabe como conseguir o que quer e Teddy se prepara para voltar aos Estados Unidos sem ela.
Depois de ter falado algumas vezes anteriormente para expressar suas objeções, Sam solta um segredo guardado por muito tempo sobre Jessie e o amigo de Max, MacGregor, e então "morre e desaba" e "fica imóvel" no chão. Considerando brevemente a possibilidade de que Sam tenha "morrido" e se tornado um "cadáver", os outros determinam que ele ainda está respirando ("nem mesmo morto"), descartam sua revelação como produto de uma "imaginação doentia" e o ignoram depois.
Após uma pausa, Ruth aceita a proposta deles, condicionalmente: "Sim, parece uma ideia muito atraente". Teddy se concentra na inconveniência que a indisponibilidade de Sam representa para ele: "Eu ia pedir a ele para me levar ao aeroporto de Londres". Em vez disso, ele recebe instruções para o metrô, diz adeus aos outros e parte para voltar para casa para seus três filhos, sozinho. Conforme ele se aproxima da porta da frente, Ruth chama Teddy de "Eddie"; depois que ele se vira, ela diz cripticamente: "Não se torne um estranho". Ele sai pela porta da frente, deixando sua esposa com os outros quatro homens na casa. A última imagem (tábua de pintura) retrata Ruth sentada, "relaxada em sua cadeira", como se estivesse em um trono.
Sam permanece imóvel no chão; Joey, que se aproxima de Ruth, coloca a cabeça em seu colo, que ela acaricia gentilmente. Lenny fica de pé observando. Depois de insistir repetidamente que ele não é um homem velho, e não obtendo resposta de Ruth, que permanece, como de costume, taticamente silenciosa, Max implora a ela, "Me beije" - as últimas palavras da peça. Ruth senta-se e "continua a tocar a cabeça de JOEY, levemente", enquanto Lenny "fica de pé, observando". Nesta "resolução" da peça (seu desfecho), o que pode acontecer depois permanece não resolvido. A falta de resolução da trama e outras ambiguidades são características da maioria das peças de Pinter.

## Simbolismo e ironia do título
Além da peça tratar do regresso ao lar de Teddy em um nível literal, críticos sugerem que, em um nível metafórico, o regresso ao lar é de Ruth. Simbolicamente, Ruth "volta para casa" para "si mesma": ela redescobre sua identidade anterior ao casamento com Teddy.
Ironicamente, ao "voltar para casa" para essa família que por tanto tempo esteve sem mulheres (sem mãe, sem esposa, etc.), ela abandona sua própria família biológica com Teddy, deixando-os agora igualmente desamparados.
No final da peça, Ruth parece ter assumido os múltiplos papéis de Jessie, a esposa e mãe ausente da família, a mulher ausente em sua casa ("mãe/esposa/prostituta" nos termos usados pelos críticos), ao mesmo tempo que coloca a família americana de Ruth e Teddy em uma posição paralela, revertendo ironicamente a situação no início da peça. Nesse sentido, a peça lembra a inversão de papéis de Edward com a silenciosa Vendedora de Fósforos em A Slight Ache, uma peça de Pinter de 1959, inicialmente transmitida pela BBC Radio 3, e reviravoltas igualmente irônicas na trama e nos papéis dos personagens resultantes de lutas de poder ao longo de muitas outras peças de Pinter.
Para muitos críticos, a falta da "parede de fundo" na "sala grande" da casa, descrita por Pinter como "removida" (p. 21) e por Teddy como "derrubada para criar uma área de convivência aberta" após a morte de Jessie (p. 37), simboliza a ausência da influência feminina. Em outubro de 2007, conforme citado por Lahr, Pinter afirmou que considera The Homecoming sua peça mais "musculosa".
Depois que Teddy volta para casa e apresenta sua família londrina à sua esposa, Ruth (pp. 35–40), Max a convida a permanecer com eles em Londres; como Teddy diz a ela de forma eufemística: "Ruth... a família a convidou para ficar, por um pouco mais de tempo. Como uma... como uma espécie de convidada" (p. 91). Enquanto Teddy precisa voltar para sua vida e família nos Estados Unidos (pp. 91–96) para cumprir suas obrigações, Ruth concorda em "voltar para casa" (p. 92), recusando-se a honrar qualquer obrigação agora extinta como esposa e mãe, disposta a assumir seu papel nos negócios da família (por assim dizer) e sucedendo a falecida Jessie (esposa de Max e mãe de seus filhos), preenchendo a lacuna criada desde a morte da outra mulher (pp. 92–94).
Ao ver Ruth pela primeira vez, Max acredita que seu filho mais velho, Teddy, trouxe uma "mulher suja" para "minha casa", acrescentando: "Nunca tive uma prostituta sob este teto antes. Desde que sua mãe morreu" (pp. 57–58). Uma grande ironia é que a primeira suposição aparentemente equivocada de Max se torna mais precisa à medida que a família (e a audiência) começa a "conhecer" melhor Ruth (pp. 65–76). A peça deixa claro para a família de Teddy, mesmo que Teddy se recuse a reconhecê-lo, que Ruth tem sido, para dizer o mínimo, cada vez mais infeliz na vida de casada e nos Estados Unidos.
Quando seu marido insiste que ela "não está bem" (p. 85) e simplesmente precisa "descansar" (p. 71), Teddy claramente minimiza e ignora a causa e a extensão de seu descontentamento, envolvendo suas palavras em uma modéstia quase vitoriana. No entanto, ele opta por deixá-la e partir sem ela em vez de lutar por ela. Não foi o "regresso ao lar" de Teddy, mas sim o de Ruth.

## Resposta da crítica
Frequentemente considerada uma peça altamente ambígua, enigmática e, para alguns, até mesmo criptográfica, The Homecoming tem sido objeto de extenso debate crítico desde sua estreia. De acordo com muitos críticos, ela expõe questões de sexo e poder de maneira realista, mas estilizada esteticamente.
Ao fazer uma retrospectiva da carreira de Pinter por ocasião da produção de 40 anos na Broadway da peça no Cort Theatre, o crítico John Lahr descreve o impacto de experimentá-la: "'The Homecoming' mudou minha vida. Antes da peça, eu achava que as palavras eram apenas recipientes de significado; depois, as via como armas de defesa. Antes, eu achava que o teatro era sobre o falado; depois, entendi a eloquência do não dito. A posição de uma cadeira, a duração de uma pausa, a escolha de um gesto, percebi, poderiam transmitir volumes."
Assim como outros críticos contemporâneos familiarizados com The Homecoming, Ben Brantley elogia a estrutura de enredo de dois atos da peça, referindo-se a ela como uma "forma quase perfeita". Na década de 1960, quando a peça foi apresentada pela primeira vez, seus primeiros críticos reclamaram que, assim como as outras peças de Pinter na época, The Homecoming parecia, em suas palavras, "sem enredo", "sem sentido" e "sem emoção" (faltando motivação dos personagens), e achavam a peça "puzzling" (palavra deles); críticos posteriores argumentam que a peça evoca uma multiplicidade de significados potenciais, levando a múltiplas interpretações.
Em "Demolition Man", Lahr considera The Homecoming como a última e melhor peça do período inicial fecundo de Pinter (1957–65). É uma culminação das ambiguidades poéticas, do minimalismo e das tropos linguísticas de suas peças anteriores mais importantes: The Birthday Party (1958), cuja primeira produção durou apenas uma semana em Londres, embora a peça tenha sido vista por onze milhões de pessoas quando foi transmitida na TV em 1960, e The Caretaker (1960), um sucesso internacional imediato. The Homecoming é ao mesmo tempo um romance familiar e uma guerra de território.
The Homecoming desafia diretamente o lugar da moral na vida familiar e coloca seu valor social "sob apagamento" (na terminologia de Derrida). A profissão de Teddy como filósofo acadêmico, que, segundo ele, lhe permite "manter... equilíbrio intelectual" —
Eu sou o único que pode ver. É por isso que escrevo meus trabalhos críticos. [...] Eu posso ver o que você faz. É o mesmo que eu faço. Mas você está perdido nisso. Eu não vou me perder. (77–78) —
ironicamente levanta questões filosóficas básicas sobre a natureza dos chamados valores familiares e o "significado" do "amor" entre os membros da família.
Às vezes, encontra-se críticos da peça, cientes da reputação de Pinter pela ambiguidade, questionando até mesmo as referências de Teddy e Ruth ao fato de "serem casados"; por exemplo, Harold Hobson, citado por Merritt: "A interpretação de Hobson de Teddy como apenas fingindo ser marido de Ruth e professor de filosofia permite que ele racionalize o comportamento do homem em relação à sua esposa."
Com base em uma entrevista pessoal com Hobson, Susan Hollis Merritt considera a resenha de Hobson sobre a primeira produção da peça, intitulada "Pinter Minus the Moral", concluindo: "embora Hobson ainda descreva The Homecoming como a 'peça mais inteligente' de Pinter, seu julgamento contra o 'vácuo moral' da peça, assim como sua negação do casamento de Teddy e Ruth, sugere seu desconforto pessoal com a representação do casamento e o que Pinter chamou de 'amor' mal direcionado dos personagens".
Negar que Teddy e Ruth estejam realmente casados é um refrão comum nas respostas à peça. Além do comportamento deles na peça, assim como o da família de Teddy, nada no texto contradiz a realidade aparente e suposta de que eles são legalmente casados e têm três filhos. Quanto mais escandalosas, até mesmo horríveis, forem as palavras e ações de Ruth, Max e Lenny, mais Teddy protesta que eles estão casados, levando alguns críticos a acreditarem que o homem protesta demais. Um leitor e espectador perspicaz da peça se perguntaria por que Teddy teria trazido sua esposa e mãe de seus filhos para uma menagerie grotesca como aquela em primeiro lugar.
A continuidade na negação dos fatos do casamento e dos filhos de Teddy e Ruth pode servir aos críticos como uma maneira de expressar sua própria rejeição ao que ocorre na peça. Conhecendo Ruth à medida que ela se revela lentamente, é mais fácil e provavelmente mais reconfortante descartar a proposição de que ela tenha sido uma dona de casa, muito menos mãe de três filhos nascidos em um período de seis anos, que ela parece não ter a intenção de ver novamente. A ideia de uma mãe abandonar voluntariamente, e até facilmente, seu marido e, especialmente, seus filhos, para se tornar uma prostituta, deve ter sido, especialmente naquela época, quase inédita no teatro "respeitável" e na literatura, e nos palcos "legítimos" até então.
Aludindo indiretamente a esse padrão crítico, Brantley observa, no entanto, que, com o tempo, a peça pode parecer mais realista e mais relevante para a vida das plateias de teatro do que pode ter parecido quando eles próprios eram mais jovens ou mais ingênuos sobre a natureza do casamento e da vida familiar. Para aqueles com fortes valores religiosos, como Hobson, a peça parece, no mínimo, imoral ou amoral. No entanto, para outros, seu valor moral reside justamente em seu questionamento de lugares-comuns amplamente aceitos sobre casamento e família: "Pessoas que inicialmente foram afastadas por The Homecoming podem agora achá-lo muito próximo de casa. É um pouco como o severo retrato de Gertrude Stein pintado por Picasso em 1906, aquele que ele previu que com o tempo se assemelharia à sua sujeita. Talvez não tenhamos pensado que nos víamos em The Homecoming há quatro décadas. Agora parece um espelho", sugere o crítico Ben Brantley. Outros críticos, como Lahr em Demolition Man, lembram aos seus leitores o forte elemento de comédia nesta peça, como em muitas das outras peças de Pinter.

## História da composição da peça
Pinter escreveu The Homecoming em seis semanas em 1964, em sua casa na cidade costeira de Worthing, em Sussex, onde, de acordo com o crítico de teatro John Lahr, "a magnífica aridez do cenário do norte de Londres da peça foi imaginada enquanto ele estava sentado em sua escrivaninha com vista para jardins, ao alcance do mar." Segundo Lahr, Pinter comentou que "ela meio que se escreveu sozinha."
O amigo íntimo de Pinter e ex-professor, Joseph Brearley, estava visitando Pinter depois que ele escreveu a peça. "Eu dei a ele a peça para ler", lembrou Pinter. "Esperei em outra sala. Cerca de duas horas depois, ouvi a porta da frente bater. Eu pensei, Bem, aqui estamos. Ele não gostou. Cerca de uma hora depois, a campainha tocou. Eu atendi. Ele disse, 'Eu precisava de ar.' Ele disse, 'É o seu melhor.'"

## Histórico de produção
As produções da peça ganharam importantes prêmios de teatro. A produção de Nova York em 1967 recebeu quatro prêmios Tony: o Tony Award de Melhor Ator Principal em uma Peça (Paul Rogers), o Tony Award de Melhor Ator Coadjuvante em uma Peça (Ian Holm), o Tony Award de Melhor Direção de uma Peça (Peter Hall) e o Tony Award de Melhor Peça (Alexander H. Cohen, prod.).
Um filme da peça, baseado no próprio roteiro de Pinter e também intitulado The Homecoming e dirigido por Sir Peter Hall, foi lançado em 1973. Ele conta com a maioria do elenco original da Royal Shakespeare Company de 1965 e fez parte da série de assinatura de duas temporadas American Film Theatre nos Estados Unidos, disponível em DVD e distribuído pela Kino Lorber.

## Estreia em Nova York
"A primeira produção americana estreou no The Music Box em 5 de janeiro de 1967. Com exceção do papel de Teddy, interpretado por Michael Craig, o elenco foi o mesmo acima."

## Produção da Royal Exchange
Em 2002, a peça foi produzida na Royal Exchange em Manchester. Dirigida por Greg Hersov, teve Pete Postlethwaite como Max. Ele ganhou o prêmio MEN de melhor ator por sua atuação.

## Transmissão de rádio
Em 18 de março de 2007, a BBC Radio 3 transmitiu uma nova produção de rádio de The Homecoming, dirigida por Thea Sharrock e produzida por Martin J. Smith, com Pinter interpretando o papel de Max (pela primeira vez; ele havia interpretado Lenny nos palcos na década de 1960), Michael Gambon como o irmão de Max, Sam, Rupert Graves como Teddy, Samuel West como Lenny, James Alexandrou como Joey e Gina McKee como Ruth (Martin J. Smith; West).

## Revival da Broadway
O 40º aniversário do revival indicado ao Tony Award de The Homecoming na Broadway, estrelando James Frain como Teddy, Ian McShane como Max, Raul Esparza como Lenny, Michael McKean como Sam, Eve Best como Ruth e Gareth Saxe como Joey, dirigido por Daniel Sullivan e produzido por Buddy Freitag, estreou em 16 de dezembro de 2007, para uma "temporada limitada de 20 semanas" até 13 de abril de 2008, no Cort Theatre. Recebeu indicações ao Tony Award de Melhor Revival de uma Peça, Melhor Atriz em uma Peça (Eve Best) e Melhor Ator Coadjuvante em uma Peça (Raul Esparza). Também recebeu o Drama Desk Award de Melhor Performance de Elenco.

## Revival no Almeida Theatre
The Homecoming foi revivido no Almeida Theatre, em Londres, de 31 de janeiro a 22 de março de 2008. O elenco incluiu Kenneth Cranham, Neil Dudgeon, Danny Dyer, Jenny Jules e Nigel Lindsay. Dan Wooller fotografou a "festa pós-show da primeira noite no Almeida, incluindo Harold Pinter, Peter Hall e vários outros convidados da primeira noite."

## Revival no Trafalgar Studios
Em 2015, a peça foi apresentada nos Trafalgar Studios, em Londres, estrelando John Macmillan, Keith Allen, John Simm, Gemma Chan, Ron Cook e Gary Kemp. Dirigido por Jamie Lloyd. Design de Soutra Gilmour. Iluminação de Richard Howell. Som de George Dennis.

## Outras
Outras produções de The Homecoming às vezes foram listadas na página inicial do site oficial de Pinter e por meio do menu de links à esquerda para o "Calendário" ("Calendário Mundial"). Um filme com o mesmo nome foi feito no Reino Unido em 1973, apresentando vários atores da estreia em Londres.

A peça foi escolhida pelo Lusaka Theatre Club como sua entrada para o Festival de Drama de Zâmbia de 1967 e recebeu prêmios de melhor produção e melhor ator (Norman Williams como Lenny). A direção foi de Trevor Eastwood.